# Centro Universitário Salesiano de São Paulo
O Centro Universitário Salesiano de São Paulo (Unisal) é uma instituição privada brasileira de ensino superior católica mantida pela Inspetoria Salesiana de Nossa Senhora Auxiliadora.
Sua reitoria está sediada no município de Americana, no interior do estado de São Paulo, e possui campi em Lorena, Campinas e na cidade de São Paulo.

## História
A atuação dos salesianos de São Paulo na educação superior se iniciou no Liceu Salesiano Coração de Jesus com a criação da Faculdade de Administração e Finanças do Coração de Jesus, em 1939, que desde 1964 passou a compor a PUCSP - Pontifícia Universidade Católica de São Paulo, intitulando-se FEA - Faculdade de Economia, Administração, Contabilidade e Atuária.
As origens do UNISAL situam-se em Lorena, no Ginásio São Joaquim, fundado em 1890, que abrigaria a partir de 1952 a Faculdade de Pedagogia, que originou as Faculdades Salesianas de Filosofia, Ciências e Letras. 
Em 1897 é fundado o Liceu Salesiano Nossa Senhora Auxiliadora, em Campinas, do qual se desdobraria a Escola Agrícola São José, dando as bases para a criação das Faculdades de Tecnologia, que vieram a compor o UNISAL na cidade de Campinas.
Em Americana, a obra Salesiana foi iniciada em 1949, atendendo à educação de jovens das famílias operárias e de origem italiana. A Faculdade de Pedagogia de Americana inicia suas atividades em 1972, compondo o Instituto de Ciências Sociais de Americana, juntamente com os cursos de Administração e Serviço Social.
Posteriormente, essas faculdades isoladas foram reunidas nas Faculdades Salesianas e, em 24 de novembro de 1997, assumiram a forma de Centro Universitário, mediante decreto federal.
Em 2002, no campus Liceu Nossa Senhora Auxiliadora, é inaugurado o curso de Direito.

## Campi

### Origem: Lorena
A implantação das Faculdades Salesianas de Filosofia, Ciências e Letras em Lorena se deu no ano de 1952 e posteriormente foram implantadas novas unidades em Americana, Campinas e São Paulo. Credenciado como Centro Universitário Salesiano de São Paulo - Centro UNISAL - pelo decreto federal s/nº de 24 de novembro de 1997. Promove de modo rigoroso, crítico e propositivo o desenvolvimento da pessoa e do patrimônio cultural da sociedade, mediante a formação superior, a pesquisa e a extensão, nas áreas das ciências humanas, sociais e tecnológicas. Contribuindo para a formação do indivíduo, despertando-lhe senso crítico, critério, ético e capacidade de julgar e agir solidariamente na vida profissional e cívica, conforme as exigências da sociedade moderna. O Centro UNISAL atende aproximadamente a dez mil alunos em cursos de graduação, pós-graduação, extensão e terceira idade.
No ano de 2008, o Curso de Direito da UNISAL de Lorena foi considerado pelo Premio "Melhores Universidades do País" da Editora Abril como um dos cinco melhores de todo o Estado de São Paulo, atingindo níveis elevadíssimos de aprovação nos Exames da OAB.[carece de fontes?]